# Setiostoma
Setiostoma is een geslacht van vlinders van de familie sikkelmotten (Oecophoridae), uit de onderfamilie Stenomatinae.

## Soorten
- S. argyrobasis Duckworth, 1971
- S. callidora Meyrick, 1909
- S. cirrhobasis Duckworth, 1971
- S. cnecobasis Duckworth, 1971
- S. chlorobasis Zeller, 1875
- S. chrysabasis Duckworth, 1971
- S. dietzi Duckworth, 1971
- S. earobasis Duckworth, 1971
- S. eusema Walsingham, 1914
- S. fernaldella Riley, 1889
- S. flaviceps Felder, 1875
- S. flinti Duckworth, 1971
- S. hemitheia Felder, 1875
- S. leuconympha Meyrick, 1921
- S. ochrobasis Duckworth, 1971
- S. silvibasis Duckworth, 1971
- S. thiobasis Duckworth, 1971
- S. xanthobasis Zeller, 1876
- S. xuthobasis Duckworth, 1971